# Ментаста Лејк (Аљаска)
Ментаста Лејк (енгл. Mentasta Lake) насељено је место без административног статуса у америчкој савезној држави Аљаска.

## Демографија
По попису из 2010. године број становника је 112, што је 30 (-21,1%) становника мање него 2000. године.
| Група             | 2000.      | 2010.      |
| Белци             | 41 (28,9%) | 26 (23,2%) |
| Афроамериканци    | 0 (0,0%)   | 0 (0,0%)   |
| Азијати           | 0 (0,0%)   | 0 (0,0%)   |
| Хиспаноамериканци | 0 (0,0%)   | 0 (0,0%)   |
| Укупно            | 142        | 112        |